# إعصار إيفان
إعصار إيفان (بالإنجليزية: Hurricane Ivan)‏ هو إعصار يعد العاشر من حيث القوة من بين الأعاصير التي ضربت منطقة الأطلنطي. وهو سادس إعصار يقع في موسم عواصف الأطلنطي سنة 2004 ورابع إعصار كبير في تلك السنة. تكوّن إعصار إيفان عند الرأس الأخضر في مطلع سبتمبر 2004 وبلغ المرتبة الخامسة على مقياس سفير-سيمبسون للأعاصير (بالإنجليزية: Saffir-Simpson Hurricane Scale)‏، وهي أقوى شدة ممكنة للأعاصير. بلغ الإعصار ذروته في خليج المكسيك, حيث وصلت مساحته إلى ما يعادل مساحة ولاية تكساس. كما ولد الإعصار 117 تورنادو في ولايات شرق الولايات المتحدة.

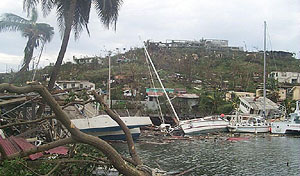
الدمار الذي خلفه إعصار إيفان في جزيرة غرينادا

تسبب إعصار إيفان في أضرار جسيمة في جزيرة غرينادا وفي جامايكا وجزيرة غراند كايمان والطرف الغربي من كوبا. وبعد بلوغ الإعصار ذروته، اتجه ما بين الشمال والشمال الغربي عبر خليج المكسيك ليضرب مدينة غلف شورز الساحلية (بالإنجليزية: Gulf Shores)‏ بولاية ألاباما كعاصفة من المرتبة الثالثة، مما أدى إلى حدوث الكثير من الخسائر. تسبب إعصار إيفان في سقوط أمطار غزيرة على الولايات الأمريكية الواقعة في الجنوب الغربي، وذلك في تحركه نحو الشمال الشرقي والشرق عبر الولايات الأمريكية الشرقية، متحولاً إلى إعصار لا مداري، ثم اتجهت بقايا الإعصار إلى المنطقة تحت المدارية من الأطلنطي ليتحول مرة أخرى إلى إعصار مداري اخترق فلوريدا وخليج المكسيك وولايتي لويزيانا وتكساس، متسبباً في أضرار طفيفة. تسبب إعصار إيفان في خسائر تقدر بثمانية عشر مليار دولار أمريكي، وهو بذلك يحتل الترتيب السادس بين أكثر الأعاصير إحداثاً للخسائر المادية في الولايات المتحدة الأمريكية.